# KHUNTO
 (mai 2019).
Si vous disposez d'ouvrages ou d'articles de référence ou si vous connaissez des sites web de qualité traitant du thème abordé ici, merci de compléter l'article en donnant les références utiles à sa vérifiabilité et en les liant à la section « Notes et références ».

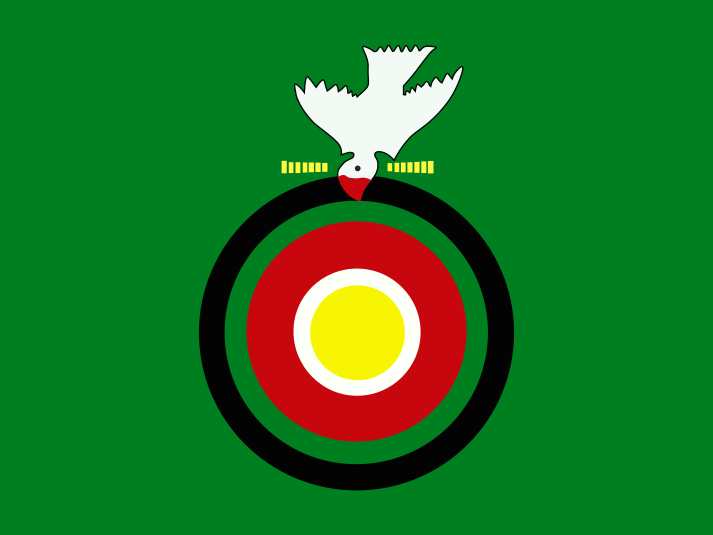
Logo du parti Khunto

Le KHUNTO (en tétoum, sigle de Kmanek Haburas Unidade Nasional Timor Oan) est un parti politique du Timor oriental.